# 소피안 페굴리
소피안 페굴리(아랍어: سفيان فاغولي, 프랑스어: Sofiane Feghouli, 1989년 12월 26일 프랑스 르발루아페레 ~ )는 알제리의 축구 선수로, 현재 튀르키예 쉬페르리그의 파티흐 카라귐뤼크 소속이다. 그는 과거에 프랑스 청소년 대표였으나 알제리 대표팀을 선택하였다.

## 클럽 경력
소피안 페굴리는 파리 생제르맹에서의 트라이얼에 실패한 후, 그르노블 푸트 38에 입단하였다. 2006-07 시즌 말, 그는 1군으로 승격되어 등번호 33번을 받았다. 2007년 4월 27일, 그는 17세의 나이에, 높은 기대를 받으며 스타드 드 랭스를 상대로 리그 2 데뷔전을 치렀다. 그는 교체출장하였고, 팀은 1-0으로 승리하였다. 그는 시즌 마지막 경기인 몽펠리에 HSC전까지 2회 더 출장하였다. 몽펠리에는 1-0으로 이겼고, 페굴리는 56분 선발 출전하였다. 시즌 후, 그는 그르노블과 2010년에 만료되는 프로 계약을 체결하였다.
다음 시즌, 그는 17세의 나이에 1군의 등번호 8번을 받았고, 그는 스쿼드 주축 선수가 되었다. 그는 "새로운 지단"으로 지목되어 부담을 줌에도 불구하고, 그는 26경기 출장 3골 기록으로 리그 1 승격을 도우며 성공적인 시즌을 보냈다. 그의 첫 프로 골은 스타드 드 랭스를 상대로 기록하였고, 결과는 4-3 승이었다.
페굴리의 리그 1 첫 시즌에는 안정적으로 선발 자리를 가져갔다. 그는 교체선수로 12월과 1월 초에 내려가기 전까지 처음 17경기중 16경기를 선발로 출장하였다. 그는 1월 다시 주전이 되었고, 2009년 4월 11일 중순 올랭피크 드 마르세유전 1-4 패배할때까지 주전 스쿼드에 남았다. 이 경기에서 페굴리는 무릎 부상을 당하여 시즌 아웃되었다. 페굴리는 2009-10 시즌에 복귀하여 지역 라이벌 AS 생테티엔에 0-1로 패한 8월 29일 경기에 복귀전을 치렀다. 5경기 더 출장후, 10월에 페굴리는 오른쪽 무릎의 반월상연골판이 손상되는 부상을 당하였다. 수술은 성공적으로 끝났지, 그로노블의 CEO, 피에르 반티즈는 선수 부족에 시달렸고, 페굴리의 복귀가 늦어지자 선수들의 사기가 떨어진다 보고하였다. 반티즈는 페굴리의 늦은 복귀가 그를 이적 시장으로 보낼 것임을 밝혔고 스페인의 발렌시아 CF가 적극적으로 접촉하였다. 반티즈는 페굴리의 에이전트로부터 페굴리의 이적을 나쁜 조언으로 받아들였다. 2010년 5월 20일, 페굴리는 발렌시아 CF와 4년 계약에 성공하였다.

## 국가대표 경력

### 프랑스
페굴리는 알제리 축구 국가대표팀이나 프랑스 축구 국가대표팀으로 뛸 수 있었다. 그는 실제로 프랑스 축구 국가대표팀으로 차출되기를 원한다고 알려져 있었으며 몇 차례 프랑스 청소년 국가대표로 차출된 적이 있다. 2008년 11월 12일, 국가대표팀 감독 레몽 도메네크는 우루과이 전을 앞두고 페굴리를 명단에 발탁하였다. 그럼에도 불구하고, 당시 알제리 축구 국가대표팀 감독이었던 라바 사단은 페굴리와 11월 19일에 전화로 통화하여 말리 전에 뛰게 하려 하였다. 알제리 주장 야지드 만수리 또한 페굴리와 접촉하였다.
그는 2008년 9월 9일 보스니아 헤르체고비나를 상대로 한 경기에서 안토니 무니에르와 교체되어 출장하였다. 11월 19일, 그는 덴마크를 상대로 하는 U-21 팀 대표로 다시한번 출장하였다.

### 알제리
하지만 2011년 5월 25일, 그는 UD 알메리아 임대 중에, 페굴리는 알제리 축구 협회 회장 모하메드 라우라우아와 접촉하였다. 이곳에서 그는 알제리 국가대표 차출과 모로코에서 주최하는 스페인과의 친선경기 출장을 제안하였다. 그는 하지만 훈련에 오지 않았고, 다시 탄자니아 전을 앞두고 다시 만나자고 하였다. 2011년 10월 23일, 알제리 축구 협회는 페굴리와의 합의에 성공하였다고 FIFA에 공식 보도하였으며, 그는 이날 이후로부터 알제리 축구 국가대표팀 일원으로 뛸 수 있게 되었다. 이틀 후, 10월 25일, 페굴리는 바히드 할릴호지치 감독에 의해 튀니지와 카메룬과의 친선경기를 앞두고 알제리 축구 국가대표팀에 발탁되었다. 그 후 2012년 2월 29일 감비아와의 친선경기에서 데뷔전을 가졌고, 국가대표 데뷔골도 기록하였다. 2014년 브라질 월드컵에서 1차전 벨기에와의 경기에서 페널티킥을 성공시켜 골을 기록하였다.

## 경력
- 2013년 아프리카 네이션스컵 국가대표
- 2014년 FIFA 월드컵 국가대표